# KBS 뉴스 930 부산
《KBS 뉴스 930 부산》은 KBS 부산 1TV에서 매주 평일 오전 9시 45분에 방송 중인 부산 지역 뉴스 프로그램이다.

## 개요
KBS 부산 뉴스 930으로 읽는다.

## 앵커
| 대수 | 진행자             | 진행 기간                         | 비고        |
| ---- | ------------------ | --------------------------------- | ----------- |
| 1대  | 최현호 아나운서    | 일자 미상 ~ 2021년 4월 2일        | [ 1 ]       |
| 2대  | 이은솔 아나운서    | 2021년 4월 5일 ~ 2021년 12월 31일 |             |
| 3대  | 최현호 아나운서    | 2022년 1월 3일 ~ 2022년 1월 11일  |             |
| 4대  | 정은혜 前 아나운서 | 2022년 1월 12일 ~ 2023년 5월 12일 |             |
| 5대  | 차재환 아나운서    | 2022년 5월 15일 ~ 2023년 5월 18일 |             |
| 6대  | 정재희 아나운서    | 2023년 5월 19일 ~ 2025년 5월 30일 | [ 3 ] [ 4 ] |
| 6대  | 박효진 아나운서    | 2025년 6월 2일 ~ 현재             | [ 5 ]       |

## 기상 캐스터
| 대수 | 진행자             | 진행 기간                           | 비고 |
| ---- | ------------------ | ----------------------------------- | ---- |
| 1대  | 김하윤 기상 캐스터 | 2015년 12월 14일 ~ 2017년 일자 미상 |      |
| 2대  | 앵커 멘트          | 2017년 일자 미상 ~ 2019년 5월 10일  |      |
| 3대  | 박소민 기상 캐스터 | 2019년 5월 13일 ~ 2022년 1월 28일   |      |
| 4대  | 김혜윤 기상 캐스터 | 2022년 2월 3일 ~ 현재               |      |

## 경쟁 프로그램
- 930 MBC 뉴스 부산 (부산MBC TV)
- KNN 뉴스와 생활경제 (KNN TV)